# 菱川師永
菱川 師永（ひしかわ もろなが、生没年不詳）とは、江戸時代の浮世絵師。

## 来歴
『江戸図鑑綱目　乾』（元禄2年〈1689年〉刊行）の「浮世絵師」の項に「橘町　菱川作之丞師永」とあり、これにより元禄のころ活動した絵師と知られる。元禄3年の『江戸惣鹿子名所大全』には、「村枩町（村松町）二丁目　同（菱川）作之丞」とある。この作之丞師永は、菱川師宣の次男で父師宣と同居し絵を描いていたとされているが、『鋸南町史』の編纂に関わり菱川家の系譜を調査した川崎芳郎は、師永こと作之丞は師宣の娘「ヲイヌ」の婿であり、沖之丞（菱川師喜）を師宣の次男としている。作品はボストン美術館所蔵の「桜の枝を持つ官女図」（紙本着色）の1点が知られ、「菱川師永圖」の落款に「師永」の白文長方印を捺す。